# Кузьменко, Дмитрий Емельянович
Дмитрий Емельянович Кузьменко (1910—2000) — Герой Социалистического Труда. Заслуженный строитель РСФСР.

## Биография
Родился 16 апреля 1910 года в селе Булаево Петропавловского уезда Акмолинской области.
Окончил Ростовский строительный техникум (1932), техник-строитель; Уральский индустриальный институт (1940), инженер-строитель.
С 1932 года работал прорабом на строительстве металлургического завода в Макеевке (Украинская ССР).
С 1934 года — на Уралмашзаводе: техник-сметчик, начальник участка УКС.
С 1939 года — заместитель главного инженера УНР-3 стройтреста № 12 (город Зеленодольск Татарской АССР).
С 1940 года — заместитель главного инженера треста № 1 (город Тула).
В 1943—1946 годах — в строительном тресте № 8 (город Челябинск): главный инженер, начальник строительного управления, заместитель управляющего трестом.
В 1946—1951 годах — в тресте «Уралавтострой» (город Миасс Челябинской области): заместитель управляющего, управляющий.
С 1951 года — управляющий трестом № 88 (город Нижний Тагил Свердловской области); в 1960—1967 годах — управляющий трестом «Тагилстрой». Под его руководством построены и пущены в эксплуатацию первые в СССР кислородно-конвертерный цех и цех закалки рельсов, четырёхбатарейная пекококсовая установка, крупнейший в СССР цех хромомагнезитовых и форстеритовых изделий, большетоннажная мартеновская печь № 8 и другие объекты Нижнетагильского металлургического комбината; цеха Уралвагонзавода, завода пластмасс, цементно-шиферного и котельно-радиаторного заводов, трикотажная фабрика, мясокомбинат, дрожжевой завод, хлебозавод № 6 в Нижнем Тагиле, первое на Урале вальцеделательное производство в городе Кушве, шахты «Магнетитовая» и «Магнетитовая-бис» на Высокогорском железном руднике, дробильно-обогатительная фабрика № 4 Гороблагодатского рудника, ГОК в посёлке Новоасбест; построены 500 тыс. м² жилья, 13 школ, 32 детских учреждения, 2 больницы, 3 поликлиники, дворцы культуры Уралвагонзавода и «Юбилейный», гостиница «Тагил», педагогический институт, другие объекты социально-бытовой сферы Нижнего Тагила.
С 1967 года — управляющий трестом в городе Белгороде.
С 1969 года — начальник Главлипецкстроя.
В 1975—1982 годах — руководитель советских специалистов на строительстве металлургического комбината в городе Катовице (Польша).

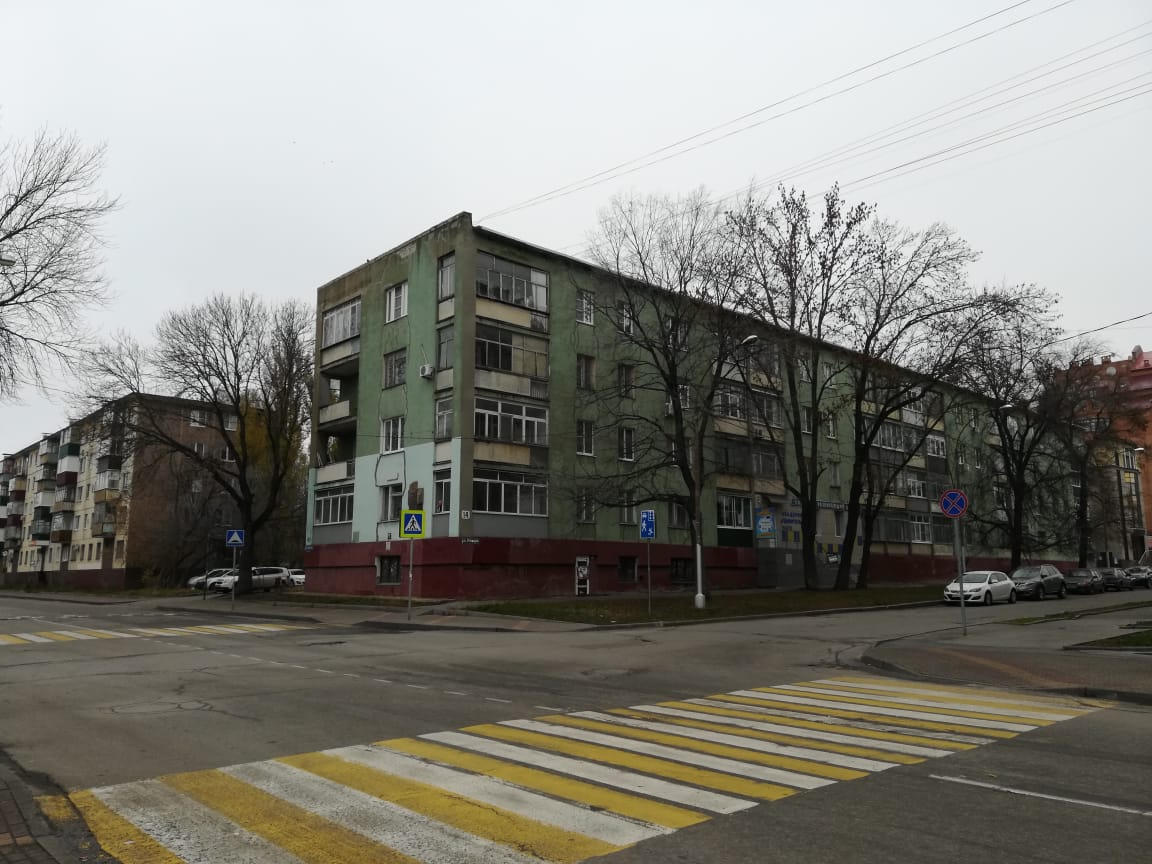
Дом в Липецке, где жил Д. Е. Кузьменко

По возвращении из загранкомандировки проживал в Липецке.
Умер 11 апреля 2000 года. Похоронен на аллее Почетных граждан Липецкого городского кладбища Трубного завода.
На доме в Липецке, где жил Дмитрий Емельянович Кузьменко, ему установлена мемориальная доска.

Памятная доска в Липецке

## Награды
- Герой Социалистического Труда (1963). Герой Польской Народной Республики.
- Награждён орденами Ленина (1963), Трудового Красного Знамени, «Знак Почета», медалями, в том числе «За трудовую доблесть».